# سیلیا لوگوتتی
سیلیا لوگوتتی (انگلیسی: Silia Logotheti؛ زادهٔ ۴ اکتبر ۱۹۹۸) بازیکن واترپلو زن اهل یونان است.